# Jabbar Gasimov
Jabbar Aghadadash oglu Gasimov (en azerí: Cabbar Ağadadaş oğlu Qasımov; Bakú, 9 de febrero de 1935 – Bakú, 19 de octubre de 2002)

## Biografía
Jabbar Gasimov nació el 9 de febrero de 1935 en Bakú.
En 1956 se graduó de la escuela de arte de Azerbaiyán en nombre de Azim Azimzade. También estudió en la Escuela de Pintura, Escultura y Arquitectura de Moscú y se graduó en 1963. Comenzó su carrera como cartelista.
Jabbar Gasimov fue elegido miembro de la Unión de Artistas de Azerbaiyán en 1965. Enseñó por muchos años en la Universidad Estatal de Cultura y Arte de Azerbaiyán y la Academia Estatal de Arte de Azerbaiyán.
Jabbar Gasimov falleció el 19 de octubre de 2002 en Bakú.

## Premios y títulos
- 1982 - Artista de Honor de la RSS de Azerbaiyán[3]
- 2002 - Artista del pueblo de la República de Azerbaiyán